# Motipur (Bardiya)
Motipur (nep. मोतिपुर) – gaun wikas samiti w zachodniej części Nepalu w strefie Bheri w dystrykcie Bardiya. Według nepalskiego spisu powszechnego z 2001 roku liczył on 3146 gospodarstw domowych i 19388 mieszkańców (9632 kobiet i 9756 mężczyzn).